# Jelševec (gmina Mokronog-Trebelno)
Jelševec – wieś w Słowenii, w gminie Mokronog-Trebelno. W 2018 roku liczyła 30 mieszkańców.